# Brasão de Santa Catarina
O brasão de armas do Estado de Santa Catarina é o emblema heráldico e um dos símbolos oficias do estado brasileiro de Santa Catarina.

## História
Foi estabelecido pela lei n. 126, de 15 de agosto de 1895, com base no desenho de Henrique Boiteux. A mesma lei estabeleceu também a Bandeira do Estado.

## Descrição heráldica
O Artigo 2º daquela lei diz que as armas consistirão em uma estrela branca, anteposta a qual uma águia vista de frente, de asas estendidas, segurará com a garra direita uma chave e com a esquerda uma âncora, encruzadas, ornando-lhe o peito um escudo com o dístico 17 de novembro  de 1889 escrito horizontalmente. Um ramo de trigo ao lado direito e um de café ao lado esquerdo ligados na parte inferior por um laço com as pontas flutuantes, de cor encarnada, que terá o dístico: - Estado de STA. Catarina – escrito em letras brancas circundarão a mesma águia sobre o qual se formará o barrete frígio.

## Significado
- A Estrela simboliza na Heráldica Brasileira os novos Estados da Federação;
- O Barrete frígio simboliza as forças republicanas que nos regem;
- O Ramo de Café simboliza a lavoura do litoral;
- A Chave lembra que Santa Catarina é ponto estratégico de Primeira Ordem;
- A Âncora simboliza local com segurança conforme as tradições navais;
- A Águia representa as forças produtoras;
- O Escudo polonês contém a data da implantação da República em Santa Catarina, em 17 de novembro de 1889;
- O Ramo de Trigo simboliza as lavouras do interior.

## República Juliana
Lucas Alexandre Boiteux, em sua obra Historia de Santa Catharina, atribui um brasão à República Catarinense de 1839.